# Grimminghausen
Grimminghausen is een plaats in de Duitse gemeente Plettenberg, deelstaat Noordrijn-Westfalen, en telt 10 inwoners (2007).